# Дапингий
| Период  | Серия          | Етаж       | млн. год.   |
| ------- | -------------- | ---------- | ----------- |
| Силур   | Ландъврий      | Руданий    | младши      |
| Ордовик | Горен ордовик  | Хирнантий  | 445,2–443,4 |
| Ордовик | Горен ордовик  | Катий      | 453–445,2   |
| Ордовик | Горен ордовик  | Сандбий    | 458,4–453   |
| Ордовик | Среден ордовик | Дариуилий  | 467,3–458,4 |
| Ордовик | Среден ордовик | Дапингий   | 470–467,3   |
| Ордовик | Долен ордовик  | Флоий      | 477,7–470   |
| Ордовик | Долен ордовик  | Тремадокий | 485,4–477,7 |
| Камбрий | Фуронгий       | Пейбий     | старши      |

Дапингий е третият етаж на ордовик и първият етаж от среден ордовик. Предшестван е от флоий и е следван от Дариуилий. Базата (началото) на дапингий се дефинира като първата поява на конодонта Baltoniodus triangularis, което се е случило преди около 470 ± 1,4 милиона години. Дапингий продължава около 2,7 милиона години допреди около 467,3 ± 1,1 милиона години.
Дапингий е кръстен на едно село, което се намира в близост до неговия GSSP, където има и оголване на подобни скали. Името е предложено през 2005 г.
GSSP на дапингий е разчленението Huanghuachang (30° с. ш. 111° и. д. / 30.8605° с. ш. 111.374° и. д.), в Huanghuachang, Ичан, Китай. Долната граница се дефинира като първата поява на конодонта Baltoniodus triangularis в типовия разрез. Чрез радиометрично датиране границата флоий-дапингий е определена преди 470.0 ± 1,4 милиона години. Точната граница е 10.57 m над основата на формиранието Дауан.